# Université des sciences de l'informatique
L'université Ucinf (en espagnol : Universidad Ucinf) est une université privée chilienne située à Santiago, la capitale du pays.

## Historique
Fondée le 14 juillet 1989, l'UCINF est un établissement d'enseignement supérieur privé qui propose des formations en sciences informatiques.

## Composantes
L'UCINF compte 3 corps enseignants, 3 écoles ainsi que 3 instituts technologiques consacrés au développement des cours techniques.
- Faculté d'ingénierie et de commerce
- Faculté des sciences juridiques, politiques et sociales
- Faculté des sciences de l'éducation
- Faculté d'architecture et des arts
- École des langues
- Institut technologique Puente Alto
- Institut technologique Melipilla
- Institut technologique Pedro de Valdivia